# Федорів Олег Петрович (художник)
Оле́г Петро́вич Федо́рів (нар. 8 липня 1942, село Криве Козівського району Тернопільської області) — український художник, педагог. Член Національної спілки художників України (2003). Дипломи, премії виставок.

## Життєпис
Закінчив історичний філолологічний факультет Кам'янець-Подільського педагогічного інституту Хмельницької області (1965, нині Кам'янець-Подільський національний університет імені Івана Огієнка). Навчався в художних студіях у містах Кам'янець-Подільський, Львів і Тернопіль.
У 1967—1972 рр. вчителював у селах Бишки, Козівка і Криве (всі —  Тернопільського району).
Від 1973 р. — у Тернополі: художник-оформлювач, від 1974 р. — вчитель, методист із образотворчого мистецтва. Працює в жанрах філософського та ліричного пейзажу, натюрморту і наімастики, техніка — олія, темпера; відомий як графік.

## Творчість
У творчому доробку понад 600 живописних робіт, серед яких:
- «Тривожний пейзаж» (1976),
- «Круки на церкві» (1976),
- «Омолоджений сад» (1977),
- «Човни в снігах» (1978),
- «Старий тартак» (1978),
- «Покинутий плуг» («Україна страждаюча») (1981),
- «Сороки на ялинках» (1983),
- триптих «Із життя псів» (1983),
- «Відкриті вулики» (1985),
- «Безсмертники» (1989),
- «Місяць над хутором» (1993),
- триптих «Гартування шаблі» (1995),
- цикли абстракцій (2000-05),
- «Сліди на небі й на землі» (2004),
- «Зимові ялини» (2006),
- «Яблуні цвітуть» (2006).

Оформив книги Богдана Мельничука, Іларіона Пилипця та інших тернопільських авторів.
Від 1977 — учасник колективних виставок у містах Тернопіль, Київ (1987—1988, 1993), Львів, Москва (нині РФ); персональні — Тернопіль (1987, 1994—1996), Бережани (1988), Козова (1989).
Твори зберігаються у Тернопільському обласному краєзнавчому музеї, Тернопільському обласному художньому музеї, Лівадійському палаці в м. Ялта (Крим), приватних колекціях у Канаді, Німеччині, Польщі, США, Україні.
Від 1998 року розписує храми в селах Тернопільщини.